# Campionati del mondo di ciclismo su strada - Cronometro maschile Under-23

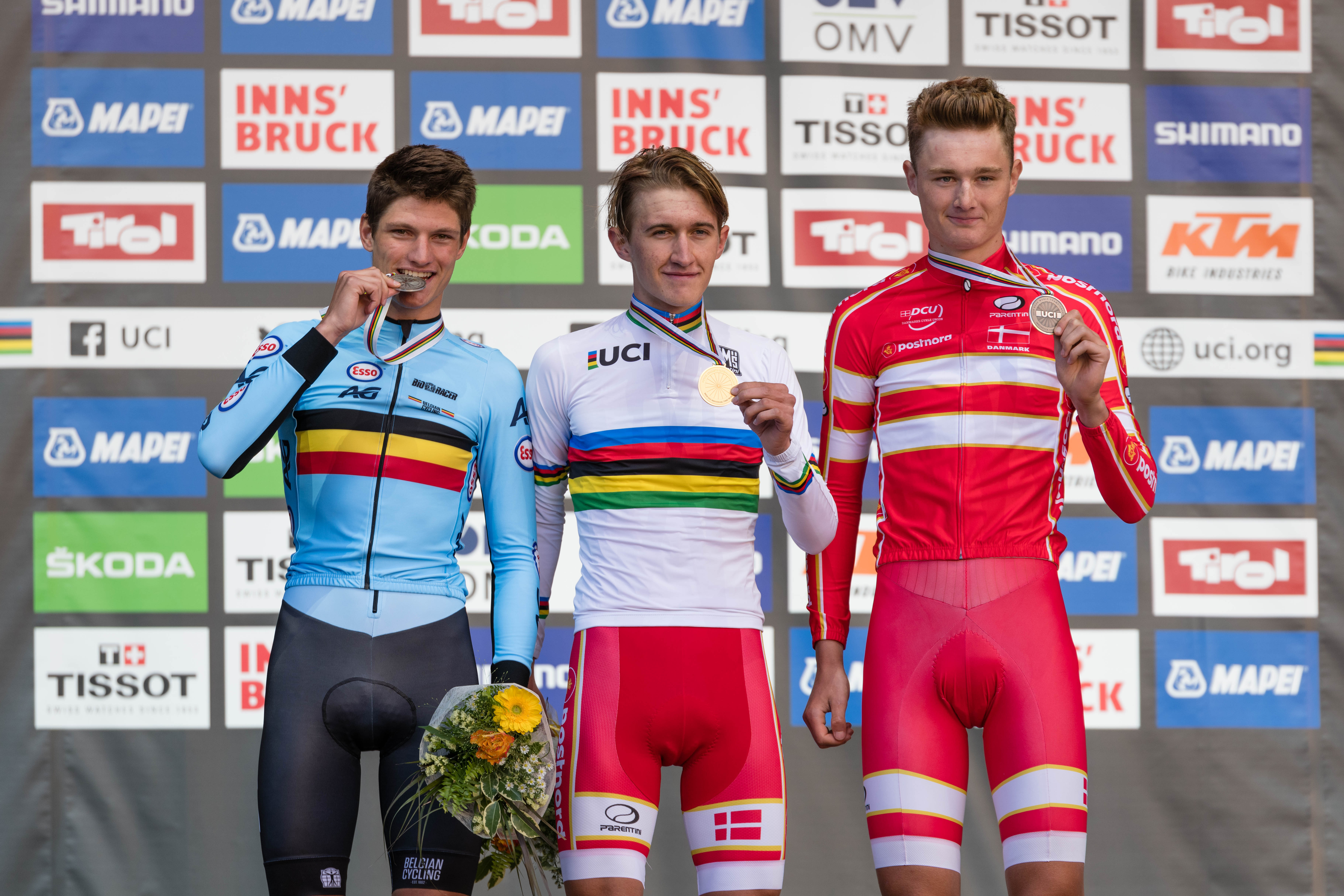
Il podio dell'edizione 2018

La cronometro maschile Under-23 è una delle prove disputate durante i campionati del mondo di ciclismo su strada. Riservata ai ciclisti di età compresa tra 19 e 22 anni, fu corsa per la prima volta nell'edizione 1996 dei campionati.

## Albo d'oro
Aggiornato all'edizione 2024.
| Anno | Vincitore                                        | Secondo                                          | Terzo                                            |
| ---- | ------------------------------------------------ | ------------------------------------------------ | ------------------------------------------------ |
| 1996 | Luca Sironi                                      | Roberto Sgambelluri                              | Andreas Klöden                                   |
| 1997 | Fabio Malberti                                   | László Bodrogi                                   | David George                                     |
| 1998 | Thor Hushovd                                     | Frédéric Finot                                   | Gianmario Ortenzi                                |
| 1999 | José Iván Gutiérrez                              | Michael Rogers                                   | Evgenij Petrov                                   |
| 2000 | Evgenij Petrov                                   | Fabian Cancellara                                | Michael Rogers                                   |
| 2001 | Danny Pate                                       | Sebastian Lang                                   | James Perry                                      |
| 2002 | Tomas Vaitkus                                    | Aleksandr Bespalov                               | Sérgio Paulinho                                  |
| 2003 | Markus Fothen                                    | Niels Scheuneman                                 | Aleksandr Bespalov                               |
| 2004 | Janez Brajkovič                                  | Thomas Dekker                                    | Vincenzo Nibali                                  |
| 2005 | Michail Ignat'ev                                 | Dmytro Hrabovs'kyj                               | Peter Latham                                     |
| 2006 | Dominique Cornu                                  | Michail Ignat'ev                                 | Jérôme Coppel                                    |
| 2007 | Lars Boom                                        | Michail Ignat'ev                                 | Jérôme Coppel                                    |
| 2008 | Adriano Malori                                   | Patrick Gretsch                                  | Cameron Meyer                                    |
| 2009 | Jack Bobridge                                    | Nélson Oliveira                                  | Patrick Gretsch                                  |
| 2010 | Taylor Phinney                                   | Luke Durbridge                                   | Marcel Kittel                                    |
| 2011 | Luke Durbridge                                   | Rasmus Christian Quaade                          | Michael Hepburn                                  |
| 2012 | Anton Vorob'ëv                                   | Rohan Dennis                                     | Damien Howson                                    |
| 2013 | Damien Howson                                    | Yoann Paillot                                    | Lasse Norman Hansen                              |
| 2014 | Campbell Flakemore                               | Ryan Mullen                                      | Stefan Küng                                      |
| 2015 | Mads Würtz Schmidt                               | Maximilian Schachmann                            | Lennard Kämna                                    |
| 2016 | Marco Mathis                                     | Maximilian Schachmann                            | Miles Scotson                                    |
| 2017 | Mikkel Bjerg                                     | Brandon McNulty                                  | Corentin Ermenault                               |
| 2018 | Mikkel Bjerg                                     | Brent Van Moer                                   | Mathias Norsgaard                                |
| 2019 | Mikkel Bjerg                                     | Ian Garrison                                     | Brandon McNulty                                  |
| 2020 | non disputata a causa della pandemia di COVID-19 | non disputata a causa della pandemia di COVID-19 | non disputata a causa della pandemia di COVID-19 |
| 2021 | Johan Price-Pejtersen                            | Lucas Plapp                                      | Florian Vermeersch                               |
| 2022 | Søren Wærenskjold                                | Alec Segaert                                     | Leo Hayter                                       |
| 2023 | Lorenzo Milesi                                   | Alec Segaert                                     | Hamish McKenzie                                  |
| 2024 | Iván Romeo                                       | Jakob Söderqvist                                 | Jan Christen                                     |

## Medagliere
Aggiornato all'edizione 2024.
| Pos.   | Nazione       | Oro | Argento | Bronzo | Totale |
| ------ | ------------- | --- | ------- | ------ | ------ |
| 1      | Danimarca     | 5   | 1       | 2      | 8      |
| 2      | Australia     | 4   | 4       | 7      | 15     |
| 3      | Italia        | 4   | 1       | 2      | 7      |
| 4      | Russia        | 3   | 3       | 2      | 8      |
| 5      | Germania      | 2   | 4       | 4      | 8      |
| 6      | Stati Uniti   | 2   | 2       | 1      | 5      |
| 7      | Spagna        | 2   | 0       | 0      | 2      |
| 7      | Norvegia      | 2   | 0       | 0      | 2      |
| 9      | Belgio        | 1   | 3       | 1      | 5      |
| 10     | Paesi Bassi   | 1   | 2       | 0      | 3      |
| 11     | Lituania      | 1   | 0       | 0      | 1      |
| 11     | Slovenia      | 1   | 0       | 0      | 1      |
| 13     | Francia       | 0   | 2       | 3      | 5      |
| 14     | Svizzera      | 0   | 1       | 2      | 3      |
| 15     | Portogallo    | 0   | 1       | 1      | 2      |
| 16     | Ungheria      | 0   | 1       | 0      | 1      |
| 16     | Irlanda       | 0   | 1       | 0      | 1      |
| 16     | Ucraina       | 0   | 1       | 0      | 1      |
| 16     | Svezia        | 0   | 1       | 0      | 1      |
| 20     | Sudafrica     | 0   | 0       | 1      | 1      |
| 20     | Nuova Zelanda | 0   | 0       | 1      | 1      |
| 20     | Regno Unito   | 0   | 0       | 1      | 1      |
| Totale | Totale        | 28  | 28      | 28     | 84     |